# シトロエン・C3エアクロス
C3 エアクロス (C3 Aircross)は、シトロエンが製造・販売している自動車である。

## 初代 AI58型 (2010年 - 2020年)
2010年9月、ブラジルとアルゼンチンにて発売を開始した。
2016年、フェイスリフトを実施。
2020年に生産を終了した。

## 2代目 A88型 (2017年 - 2024年)
2017年10月、発売を開始した。
日本では2019年7月16日、シトロエン・C3エアクロスSUVとして発売を開始した。
6色のボディーカラー、2色のルーフカラー、3色のカラーパックの組み合わせより選ぶことができる。
ベースのC3に加えてSUVであるC3エアクロスSUVではグリップコントロールを装備している。(SHINEのパッケージオプション)スノーモード、マッドモード、サ ンドモードなど路面状況に応じて最適化することができるほか、5%以上の下り勾配の際に時速30km以下に抑えるヒルディセントコントロールも装備している。またC3には装備されていないパークアシストも標準装備している。
更にリアシートは6:4分割可倒式かつ、スライドとリクライニングを行うことができる。
価格はFEELが259万円、SHINEが274万円であり、SHINEのパッケージオプションが23万円である。

## 3代目
3代目は2つのモデルがある。インド、ラテンアメリカ版は2023年から販売し、翌年にはヨーロッパ版も販売している。